# Helena de Montenegro
Helena de Montengro (Cetinje, Principat de Montenegro 1873 - Alexandria, Egipte 1952) fou una princesa montenegrina i reina consort d'Itàlia.

## Orígens familiars
Va néixer el 8 de gener de 1873 a la ciutat de Cetinje, capital del Principat de Montenegro que avui en dia forma part de Montenegro, sent la sisena filla del rei Nicolau I de Montenegro i de Milena Vukotić. Era neta per línia paterna de Mirko Petrović-Njegoš i Stana Martinovich, i per línia materna de Petar Vukotić and Jelena Voivodić.
La família de la princesa, els Petrovic-Njegos, havien governat Montenegro des de temps immemorials com a prínceps-bisbes del territori que havia romàs independent de l'Imperi Otomà. Nicolau I fou nomenat rei amb el reconeixement del concert de la comunitat internacional.

## Núpcies i descendents
Es casà el 24 d'octubre de 1896 a la basílica de Santa Maria dels Àngels de la ciutat de Roma amb el futur rei Víctor Manuel III d'Itàlia, fill del rei Humbert I d'Itàlia i de la princesa Margarida de Savoia-Gènova. D'aquesta unió nasqueren:
- SAR la princesa Iolanda d'Itàlia nascuda a Roma el 1901 i morta el 1986. Es casà amb Giorgio Carlo Calvi, comte de Bergolo.
- SAR la princesa Mafalda d'Itàlia nascuda el 1902 a Roma i morta al camp de concentració de Buchenwald, a Turíngia, el 1944. Es casà amb el príncep-landgrave Felip de Hesse-Kassel el 1925 al castell de Racconigi, al nord d'Itàlia.
- SM el rei Humbert II d'Itàlia nat el 1904 a Roma i mort el 1983 a Ginebra. Es casà en la princesa Maria Josep de Bèlgica el 1930 a Roma. Més tard se separaren.
- SM la reina Joana d'Itàlia nascuda el 1907 a Roma i morta el 2000 a Madrid. Es casà amb el tsar Boris III de Bulgària, mort el 1943.
- SAR la princesa Maria d'Itàlia nascuda el 1914 a Roma i morta el 2001. Es casà amb el príncep Lluís de Borbó-Parma casats el 1939 a Roma.

Políticament fou una reina poc activa a diferència de la seva jove, la princesa Maria Josep de Bèlgica o de la seva filla, Joana d'Itàlia, tot i que influí en el seu marit per tal d'encomanar a Benito Mussolini la creació de l'Estat Independent de Montenegro entre 1941 i 1944. L'any 1946 partí a l'exili amb el seu espòs instal·lant-se a la ciutat d'Alexandria sota la protecció del rei Faruq I d'Egipte i després de la mort del seu espòs, ocorreguda el desembre de 1947 s'instal·là a la ciutat francesa de Montpeller, on morí el 28 de novembre de 1952.

## Veneració
Sensible i pragmàtica, la reina es mantingué al marge de lluites polítiques; es dedicà, en canvi, a les obres benèfiques i d'interès social, amb què es guanyà la simpatia i popularitat. El 2001 fou proclamada serventa de Déu i se n'obrí el procés de beatificació.